# Cumhuriyet, Payas
Cumhuriyet là một Xã thuộc huyện Payas, tỉnh Hatay, Thổ Nhĩ Kỳ.